# Berdik
Berdik (in armeno Բերդիկ?, in passato Bzovan, Akhund Bzovan e Bzovand Akhundi) è un comune dell'Armenia di 1 015 abitanti (2008) della provincia di Ararat.